# Arica
Arica è un porto del nord del Cile, che si affaccia sull'omonimo golfo, e sede vescovile, situato a soli 18 km a sud del confine con il Perù. È attualmente la capitale della Provincia di Arica nella Regione di Arica-Parinacota e la sua popolazione è di circa 222 000 abitanti. È conosciuta come la "città dell'eterna primavera". Fu fondata nel 1537. La città ha fatto parte del Perù fino al 1880, quando fu invasa dalle forze armate cilene durante la guerra del Pacifico; l'appartenenza al Cile venne definita nel 1929. Nel 1868 fu distrutta da un grande terremoto.
Dal 9 ottobre 2007, Arica è la capitale della Regione di Arica-Parinacota, staccata da quella di Tarapacá. La legge che ha creato questa neoistituita regione è stata promulgata nel 23 marzo 2007 dalla presidentessa Michelle Bachelet. La regione è composta dalle province di Arica (capoluogo), e Parinacota.

## Monumenti e luoghi d'interesse
- Morro de Arica, collina di 139 metri che domina da sud il centro cittadino. Fu teatro dell'ultima difesa delle truppe peruviane durante la guerra del Pacifico e venne conquistata dai cileni il 7 giugno 1880. È sormontata da una grande bandiera cilena.
- Cattedrale di San Marco, costruita da Gustave Eiffel, inaugurata nel 1876.

## Infrastrutture e trasporti
La città è servita dall'aeroporto di Chacalluta, situato a 18,5 km a nord.

## Record
- Arica è la città più arida della Terra. Infatti, da 50 anni in media cadono appena 7 mm di pioggia all'anno.

## Galleria d'immagini

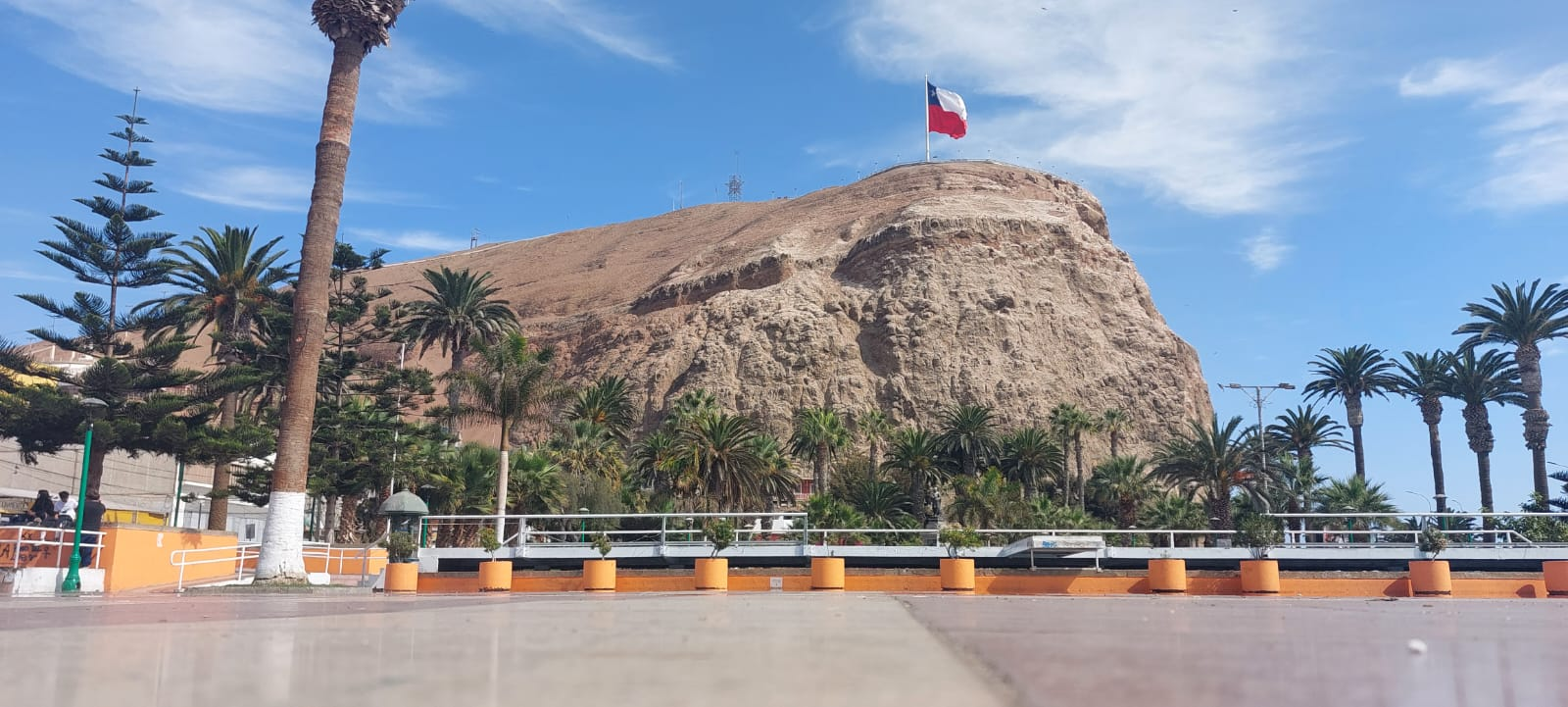
Morro de Arica
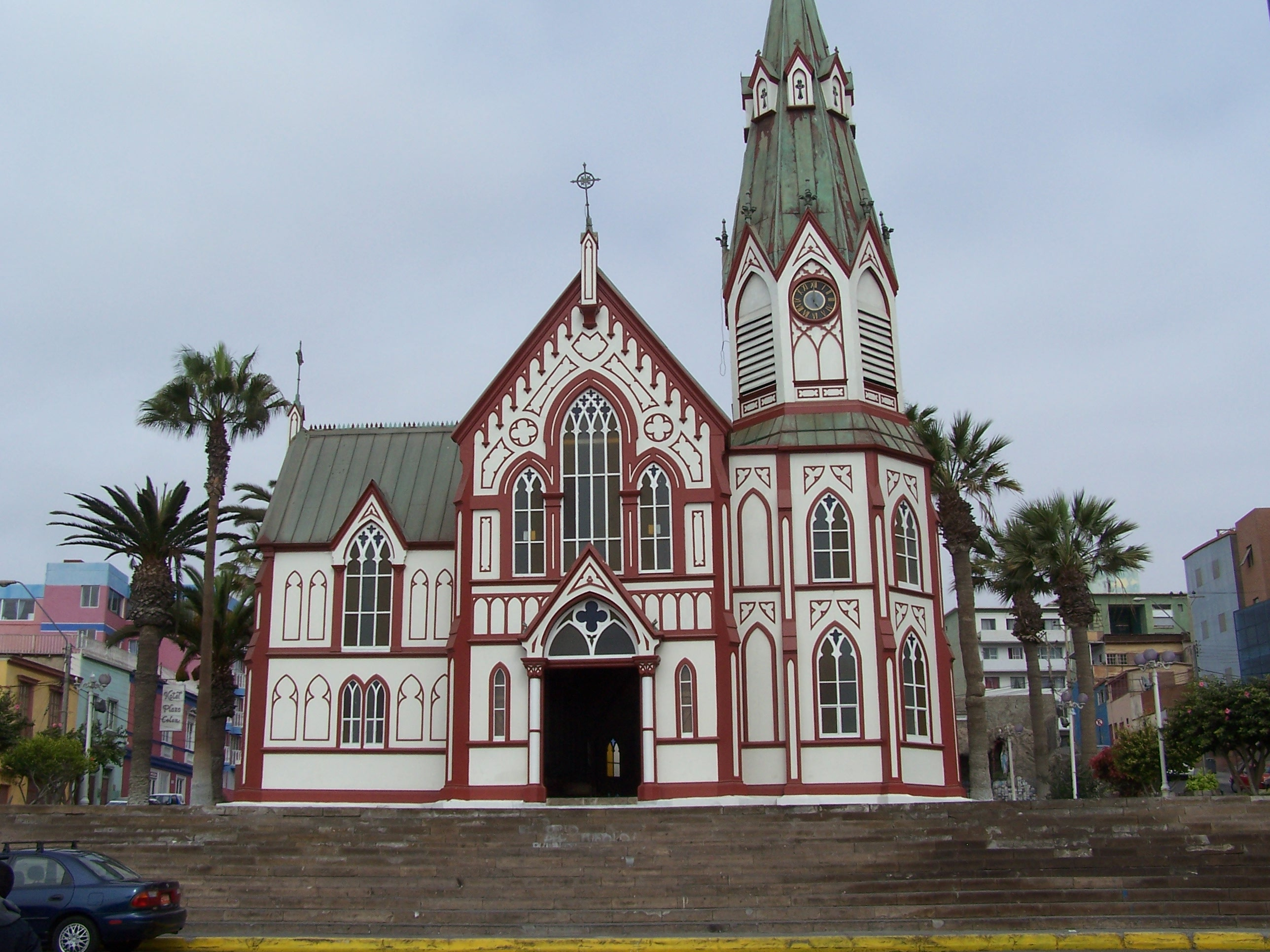
Cattedrale di San Marco
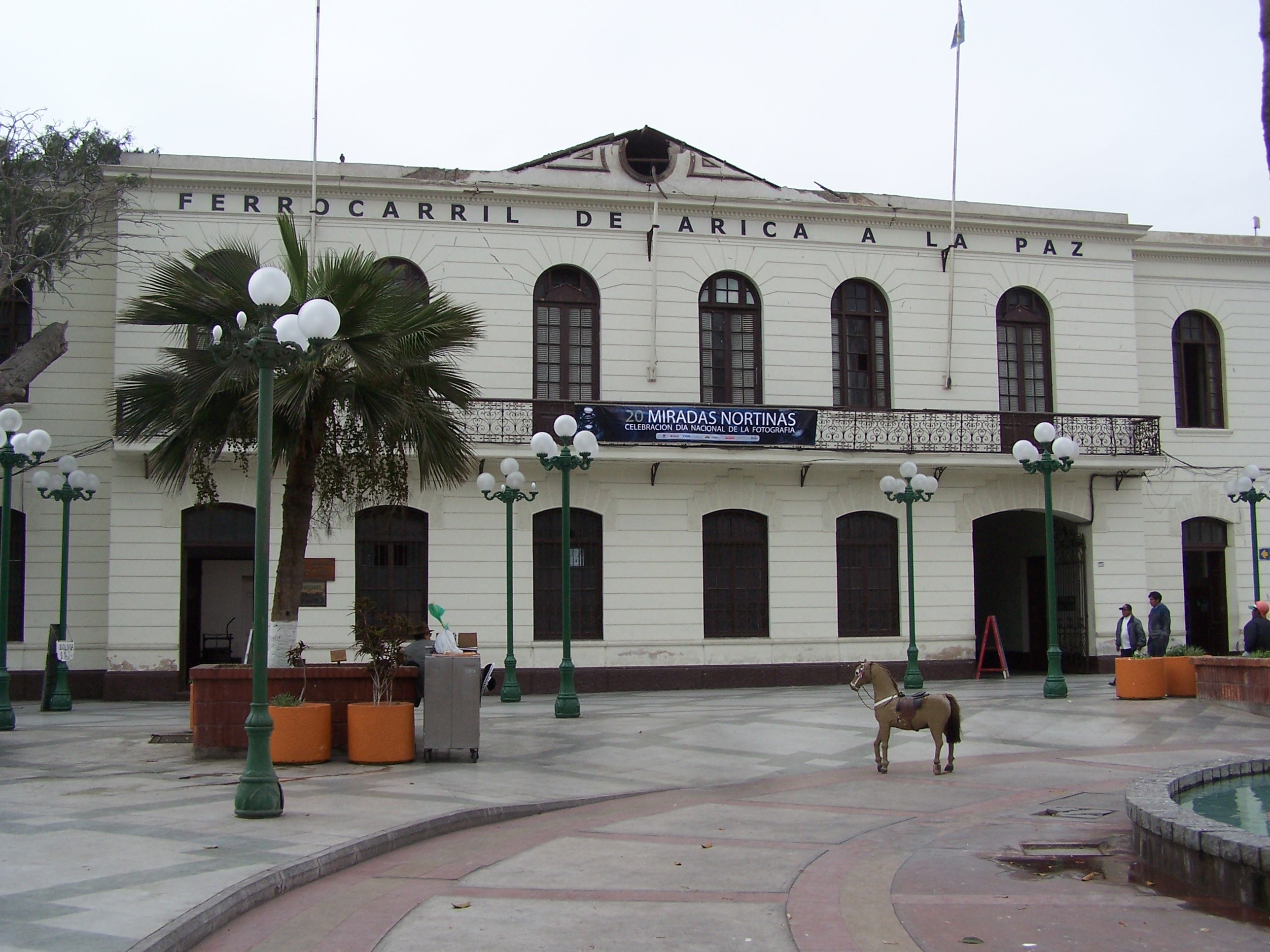
Vecchia stazione ferroviaria di Arica